# Cantone di Grand-Champ
Il Cantone di Grand-Champ è una divisione amministrativa dell'arrondissement di Pontivy e dell'arrondissement di Vannes.
A seguito della riforma approvata con decreto del 21 febbraio 2014, che ha avuto attuazione dopo le elezioni dipartimentali del 2015, è passato da 8 a 19 comuni.

## Composizione
Gli 8 comuni facenti parte prima della riforma del 2014 erano:
- Brandivy
- Colpo
- Grand-Champ
- Locmaria-Grand-Champ
- Locqueltas
- Meucon
- Plaudren
- Plescop

Dal 2015 i comuni appartenenti al cantone sono passati a 19 ridottisi poi, dal 1º gennaio 2016, a 17 per effetto della fusione dei comuni di Naizin, Moustoir-Remungol e Remungol per formare il nuovo comune di Évellys:
- Brandivy
- Bréhan
- La Chapelle-Neuve
- Colpo
- Crédin
- Évellys
- Grand-Champ
- Locmaria-Grand-Champ
- Locminé
- Locqueltas
- Moustoir-Ac
- Plaudren
- Pleugriffet
- Plumelin
- Radenac
- Réguiny
- Rohan